# Amtsgericht Augsburg

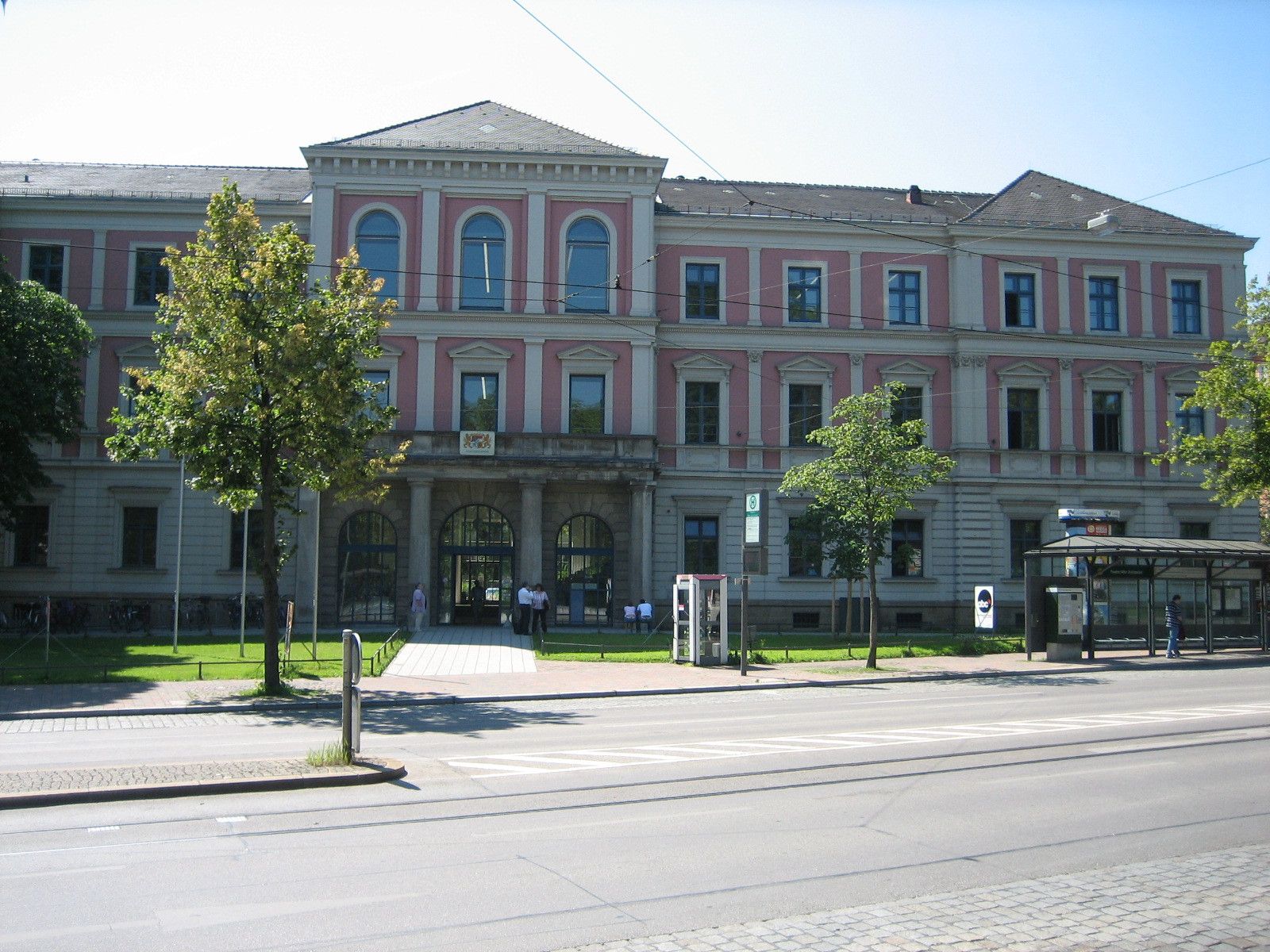
Teile des Amtsgerichts Augsburg befinden sich im Justizpalast.

Das Amtsgericht Augsburg ist als Gericht der ordentlichen Gerichtsbarkeit eines von 73 Amtsgerichten in Bayern. Die Gerichtsräume befinden sich sowohl im Justizpalast als auch in Gebäuden in der Fugger- und Gögginger Straße. Die Schließung der Amtsgerichts-Zweigstelle Schwabmünchen erfolgte am 31. Januar 2017.

## Geschichte
Anlässlich der Einführung des Gerichtsverfassungsgesetzes am 1. Oktober 1879 kam es Errichtung des Amtsgerichts Augsburg, dessen Sprengel aus
- dem vorherigen Stadtgerichtsbezirk Augsburg, bestehend aus der Stadt Augsburg,
- dem vorherigen Landgerichtsbezirk Augsburg, bestehend aus den Ortschaften Achsheim, Anhausen, Aystetten, Batzenhofen, Bergheim, Deuringen, Diedorf, Döpshofen, Edenbergen, Gablingen, Gersthofen, Gessertshausen, Göggingen, Hainhofen, Hammel, Haunstetten, Hirblingen, Inningen, Kriegshaber (seit 1916 Stadtteil von Augsburg), Langweid am Lech, Leitershofen, Lützelburg, Margertshausen, Neusäß, Oberhausen (seit 1911 Stadtteil von Augsburg), Ottmarshausen, Pfersee (seit 1911 Stadtteil von Augsburg), Reinhartshausen, Rettenbergen, Schlipsheim, Stadtbergen, Steppach, Stettenhofen, Täfertingen, Waldberg und Westheim
- und den Gemeinden Biburg, Deubach, Willishausen und Wollishausen aus dem vorherigen Landgerichtsbezirk Zusmarshausen

gebildet wurde.
Mit den Eingemeindungen von Meringerau am 1. Juli 1910 sowie von Hochzoll und Lechhausen am 1. Januar 1913 in die Stadt Augsburg erweiterte sich auch der Augsburger Gerichtsbezirk.
Mit der während des Zweiten Weltkrieges erfolgten Herabstufung des Amtsgerichts Zusmarshausen zur Zweigstelle des Augsburger Amtsgerichts kamen die Gemeinden Adelsried, Agawang, Altenmünster, Anried, Aretsried, Auerbach, Baiershofen, Bonstetten, Breitenbronn, Buch, Dinkelscherben, Eppishofen, Ettelried, Fischach, Fleinhausen, Gabelbach, Gabelbachergreut, Grünenbaindt, Häder, Hennhofen, Horgau, Horgauergreut, Kutzenhausen, Lindach, Neumünster, Oberschöneberg, Reitenbuch, Reutern, Ried, Rommelsried, Schönebach, Steinekirch, Streitheim, Unterschöneberg, Ustersbach, Uttenhofen, Vallried, Welden, Willmatshofen, Wollbach, Wollmetshofen, Wörleschwang und Zusmarshausen neu hinzu. Nachdem die Einrichtung der Zweigstelle Zusmarshausen noch 1956 bestätigt worden war, ist diese bereits am 1. Juli 1959 wieder aufgehoben worden.
Aktuell (2018) umfasst der Bezirk des Amtsgerichts Augsburg das Gebiet der kreisfreien Stadt Augsburg und des Landkreises Augsburg.
Im Jahre 2010 traten bei einer Geschäftsprüfung durch das Oberlandesgericht erhebliche Missstände zu Tage: Beanstandet wurden „erhebliche Rückstände in der Strafabteilung“ und „Mängel in der Organisation des Geschäftsablaufs“, wie das bayerische Justizministerium Anfang 2011 verlautbarte.